# Jagoda Kibil
Jagoda Kibil (ur. 15 sierpnia 1999 r. w Kozienicach) – polska niepełnosprawna lekkoatletka specjalizująca się w biegach sprinterskich klasyfikacji T35, wicemistrzyni świata, mistrzyni Europy.

## Życiorys
Jagoda urodziła się 15 sierpnia 1999 roku i pochodzi z Kozienic. Z powodu powikłań podczas porodu, razem ze swoim bratem bliźniakiem, oboje urodzili się z czterokończynowym porażeniem mózgowym. Lekarze mówili, że nie będzie chodziła, lecz przyszłość okazała się być inna. W 2014 roku, zachęcona przez trenera, rozpoczęła swoją przygodę ze sportem w klubie KS Start Radom, a trenerem został Jacek Szczygieł. Uczyła się w Zespole Szkół nr 1 im. Legionów Polskich w Kozienicach.
W 2016 roku zdobyła dwa brązowe medale mistrzostw Europy w Grosseto na dystansach 100 i 200 metrów (T35). Dwa lata później na mistrzostwach Europy w Berlinie została mistrzynią Europy w biegu na 200 metrów (T35). Do ostatniej chwili nie było pewne, czy Jagoda weźmie udział w tych zawodach z powodu kontuzji kostki. Mimo zaleceń lekarzy, żeby się wycofała, wystąpiła w tym biegu.
W 2019 roku w Dubaju podczas mistrzostw świata zdobyła srebrny medal w biegu na 200 metrów, ustanawiając swój nowy rekord życiowy.

## Wyniki
| Rok  | Zawody             | Miejscowość | Konkurencja              | Wynik | Pozycja    |
| ---- | ------------------ | ----------- | ------------------------ | ----- | ---------- |
| 2015 | Mistrzostwa świata | Doha        | Bieg na 100 metrów (T35) | 16,14 | 6. miejsce |
| 2015 | Mistrzostwa świata | Doha        | Bieg na 200 metrów (T35) | 33,81 | 5. miejsce |
| 2016 | Mistrzostwa Europy | Grosseto    | Bieg na 100 metrów (T35) | 16,46 | 3. miejsce |
| 2016 | Mistrzostwa Europy | Grosseto    | Bieg na 200 metrów (T35) | 34,80 | 3. miejsce |
| 2017 | Mistrzostwa świata | Londyn      | Bieg na 100 metrów (T35) | 15,66 | 5. miejsce |
| 2017 | Mistrzostwa świata | Londyn      | Bieg na 200 metrów (T35) | 32,89 | 5. miejsce |
| 2018 | Mistrzostwa Europy | Berlin      | Bieg na 100 metrów (T35) | 16,35 | 4. miejsce |
| 2018 | Mistrzostwa Europy | Berlin      | Bieg na 200 metrów (T35) | 34,02 | 1. miejsce |
| 2019 | Mistrzostwa świata | Dubaj       | Bieg na 100 metrów (T35) | 15,51 | 4. miejsce |
| 2019 | Mistrzostwa świata | Dubaj       | Bieg na 200 metrów (T35) | 32,15 | 2. miejsce |